# Billy Steel
William Steel, noto come Billy Steel (Denny, 1º maggio 1923 – Lancaster, 13 maggio 1982), è stato un calciatore scozzese, di ruolo attaccante.

## Palmarès

### Club

#### Competizioni nazionali
- Coppa di Lega scozzese: 1

Dundee: 1951-1952